# Ганс-Дітріх Діссельгофф
Ганс-Дітріх Діссельгоф (нім. Hans-Dietrich Disselhoff; 1899–1975) — німецький етнолог, американіст, історик культури та літературознавець. Він написав багато довідників про індіанську культуру Південної та Центральної Америки.

## Біографія
Після закінчення середньої школи (1918) він недовго служив під час Першої світової війни мічманом Імперського флоту. Після війни він став активним націоналістом і взимку 1919 року перервав навчання у Фрайберзі, що приєднатися до бригади морської піхоти Левенфельд.
У 1919—1923 роках Діссельгоф навчався в університетах Фрайберга, Фрайбурга, Мюнхена, Геттінгена та Берліна. Лише в 1929 році він зміг відновити навчання у Вюрцбурзі, де навчався під керівництвом професора Адальберта Гемеля.
Під час економічної кризи він працював садівником, учителем німецької мови та кочегаром в Аргентині (1923—1925), Іспанії (1925—1927) та Мексиці (1927—1928), а також проводив польові дослідження культури Південної Америки та індіанців. У подальших польових дослідженнях він проводив час зі своїм близьким другом Пером Імерслундом у Мексиці, для якого він був репетитором. Діссельгоф був дуже важливою фігурою для розвитку Імерслунда, як політично, так і як письменника.
Отримавши докторський ступінь, він провів перші розкопки на північному заході Мексики (1930) і працював в Етнологічному музеї в Берліні (1931 волонтер, 1934 асистент, 1940 куратор). У 1937—1939 роках під час дослідницької поїздки на замовлення музею він відвідав Перу та Еквадор.
У 1936 році одружився з Йоганною фон Фрейдорф. Під час Другої світової війни він служив офіцером у Крігсмаріне.
У 1948 році він став науковим співробітником Музею етнології в Мюнхені. Після другої поїздки до Перу (1953) він був призначений директором Берлінського музею етнології в 1954 році. У 1955 році музей було знову відкрито в тимчасово підготовлених приміщеннях.
Ганс-Дітріх Діссельгофф помер лише через тиждень після свого 76-річчя.